# Marquise de Listomère
La marquise de Listomère est un personnage de La Comédie humaine d'Honoré de Balzac, dont le rôle principal se situe dans Étude de femme, où sa fausse vertu apparaît clairement lorsqu'Eugène de Rastignac  lui adresse par erreur une lettre destinée à Delphine de Nucingen.

## Dans laComédie humaine
On la retrouve très souvent en toile de fond dans les romans de La Comédie humaine. Elle fait partie des « personnages reparaissants, ».
Charmante lorsqu'elle était encore une enfant, dans Le Lys dans la vallée, et qu'elle consolait son frère Félix des rigueurs maternelles, elle devient poseuse dès son mariage avec le marquis de Listomère, de vieille noblesse, en 1818.
En 1819, elle fait partie des femmes qui comptent dans le monde du faubourg Saint Germain. Elle est présente dans Le Père Goriot, au bal de la vicomtesse de Beauséant.
En 1828, dans Étude de femme, c'est une beauté que l'on admire pour son « pied espagnol », mais qui s'est forgé un personnage de femme vertueuse, croyant ainsi séduire davantage. Elle a une folle envie d'humilier ses soupirants, mais cette disposition d'esprit se retourne contre elle (comme dans une fable de La Fontaine) dans Étude de femme. Cette même année, elle est en relation intime avec Julie d'Aiglemont, qui a une liaison avec son frère Charles de Vandenesse, dans La Femme de trente ans. Terriblement jalouse de sa belle-sœur, Marie-Angélique de Vandenesse, qu'elle a pourtant soutenue dans Une fille d'Ève, elle devient son « ennemie intime ». Très écoutée dans le petit monde légitimiste, elle a l'art de prendre le parti des personnes les plus détestables. Ainsi, dans Le Contrat de mariage, elle soutient l'escroc Natalie de Manerville.
La marquise de Listomère apparaît aussi dans :
- Illusions perdues
- Madame Firmiani
- Les Employés ou la Femme supérieure
- Mémoires de deux jeunes mariées
- Le Cabinet des Antiques